# 654 هـ
654 هـ هي سنة في التقويم الهجري امْتدت مقابلةً في التقويم الميلادي بين سنتي 1256 و1257.

## أحداث
- ظهور نار من الحجاز

## مواليد
- أحمد بن محمد العددي
- ابن البناء المراكشي
- ابن السراج
- ابن العطار
- المزي
- أبو حيان الغرناطي
- تاج الدين الفاكهاني
- جمال الدين المزي
- شمس الدين الأنصاري

## وفيات
- ابن الشعار
- سبط ابن الجوزي
- سبط بن الجوزي